# Епархия Гбоко
Епархия Гбоко (лат. Dioecesis Gbokensis) — епархия Римско-Католической церкви c центром в городе Гбоко, Нигерия. Епархия Гбоко входит в митрополию Абуджи. Кафедральным собором епархии Гбоко является церковь святого Иоанна Крестителя.

## История
29 декабря 2012 года Святой Престол учредил епархию Гбоко, выделив её из епархии Макурди.

## Ординарии епархии
- епископ William Amove Avenya (29.12.2012 — по настоящее время);

## Источник
- Объявление об учреждении епархии (недоступная ссылка)  (итал.)